# Ian Reed
Ian Manley Reed (ur. 13 lipca 1927 w Footscray, zm. 7 sierpnia 2020) – australijski lekkoatleta, dyskobol.
W 1950 zwyciężył (z wynikiem 47,72) w Igrzyskach Imperium Brytyjskiego.
Podczas igrzysk olimpijskich w Helsinkach (1952) z wynikiem 45,12 zajął 21. miejsce w eliminacjach i nie awansował do finału.
Pięciokrotny medalista mistrzostw Australii – srebro w 1947 oraz złote medale w 1948, 1949, 1950 i 1954.
Czterokrotny rekordzista kraju:
- 44,87 (8 stycznia 1949, Melbourne)[3]
- 46,60 (12 lutego 1949, Melbourne)[3]
- 47,72 (7 lutego 1950, Auckland)[3]
- 49,56 (9 lutego 1952, Palo Alto)[3]

## Rekordy życiowe
- Rzut dyskiem – 49,56 (1952)